# Pompilio Fastiggi
Pompilio Fastiggi, nome di battaglia Mariani (Pesaro, 6 agosto 1911 – Sant'Angelo in Vado, 1º febbraio 1944), è stato un partigiano italiano.
Operaio fonditore e attivista del Partito Comunista d'Italia, è stato un martire della libertà assassinato dai fascisti, medaglia d'argento al valor militare alla memoria

## Biografia
Pompilio nasce il 6 agosto 1911 a San Pietro in Calibano, frazione del comune di Pesaro, figlio di Ciro ed Ermelinda Pasquini; operaio della Fonderia Montecatini Pesaro e militante del Partito Comunista d'Italia.
Per la sua attività antifascista è deferito al Tribunale speciale ed arrestato il 22 maggio 1936. Il 15 marzo 1937 è condannato a 14 anni di reclusione, ridotti successivamente a 10, ne sconta 7 nelle carceri di Civitavecchia e San Gimignano. In seguito alla caduta del regime, uscito dal carcere di Civitavecchia il 27 agosto 1943, fa ritorno a Pesaro per dirigere, da segretario, la locale Federazione comunista provinciale (il primo dalla caduta del fascismo). Dopo l'8 settembre 1943 prende parte al lavoro cospirativo contro l'occupazione tedesca e contro i “repubblichini” con la lotta partigiana per la Guerra di liberazione nazionale, ed è attivissimo organizzatore delle formazioni gappiste e ispettore delle Brigate partigiane "Garibaldi".
Il 1º febbraio 1944, mentre si trova assieme a Evio Tomasucci in missione presso le formazioni partigiane dell'Alta Valmetauro per organizzare il movimento, segnalati ai militi fascisti del luogo, vengono entrambi condotti da questi nella caserma della milizia di Sant'Angelo in Vado, da dove Fastiggi tenta di fuggire ma superati i gradini della scala che danno accesso agli uffici del Comando, dopo aver estratto la pistola e fatto fuoco sulla scorta, rimane ucciso nel conflitto a fuoco che ne scaturisce.
Finita la guerra si decise di ribattezzare la località di San Pietro in Calibano col nome di Villa Fastiggi, dedicando la frazione alla memoria di Pompilio, personaggio di spicco e simbolo della Resistenza pesarese.